# Jean-Yves Le Déroff
Jean-Yves Le Déroff (Inezgane, 15 september 1957) is een Frans zeiler.
Le Déroff won samen met Nicolas Hénard de zilveren medaille tijdens de wereldkampioenschappen in de Tornado, later dat jaar won Le Déroff wederom samen met Hénard de olympische gouden medaille tijdens de spelen van Seoel.

## Belangrijkste resultaten

### Wereldkampioenschappen
| Jaar | Plaats  | Resultaten    |
| ---- | ------- | ------------- |
| 1988 | Tallinn | in de tornado |

### Olympische Zomerspelen
| Jaar | Plaats | Resultaten |
| ---- | ------ | ---------- |
| 1988 | Seoel  | tornado    |